# Adrenosterone
L'adrenosterone, noto anche come sostanza G di Reichstein, è un ormone steroideo presente principalmente nelle ghiandole surrenali di mammiferi e pesci. Ha una bassa attività androgenica e fornisce una marcata inibizione selettiva dell'enzima 11βHSD1, responsabile della conversione del cortisone nell'ormone cortisolo.
Una certa quantità di tale ormone è convertita in 11-ketotestosterone da numerosi enzimi epatici
È commercializzato negli Stati Uniti e nel Regno Unito come coadiuvante per la perdita di peso e/o la gestione della malattia di Cushing con i nomi di 11-OXO, 11-KETO, 11-Sterone e 11-Test.